# Rödigen (Naumburg)
Rödigen ist ein Weiler der Stadt Bad Kösen, einem Stadtteil der Stadt Naumburg (Saale) im Burgenlandkreis in Sachsen-Anhalt.

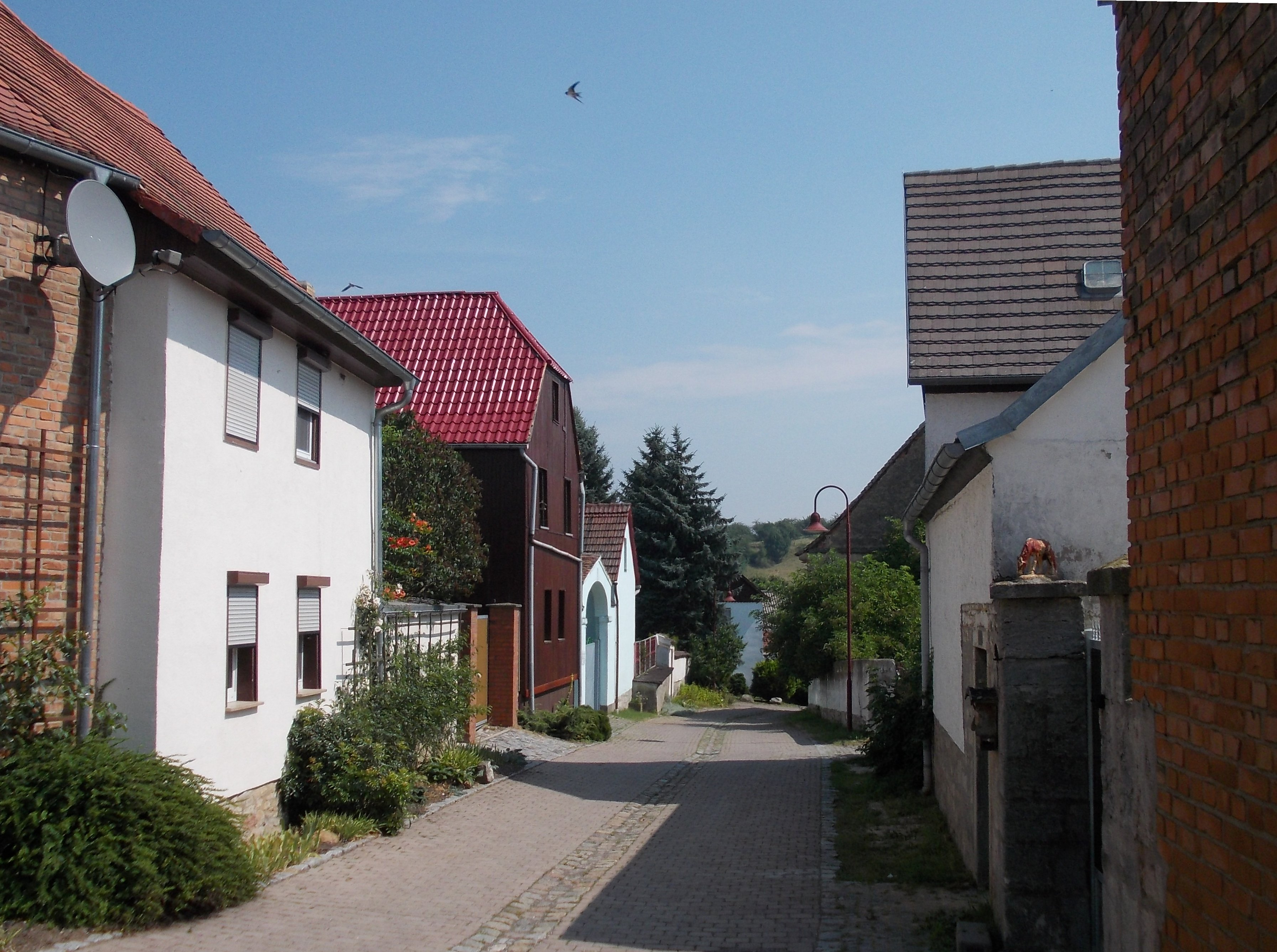
Die Dorfstraße von Rödigen

## Lage
Rödigen befindet sich in der Saaleniederung an einem Bachlauf „Graben“ im Übergang zu den Anhöhen östlich der Saale südöstlich des Dorfes Kleinheringen. Mit einer Verbindungsstraße besteht Anschluss an die Landesstraße 201, die mit dem Umland verbindet.

## Geschichte
Rödigen wurde am 11. Februar 1344 erstmals urkundlich genannt. Der Ort gehörte zum Besitz der Schenken von Saaleck aus dem Haus der Schenken von Vargula. 1344 veräußerten sie Rödigen mit der Burg Saaleck an die Naumburger Bischöfe, welche aus dem zur Burg gehörigen Gebiet das Amt Saaleck bildeten. Dieses kam im Jahr 1544 an das zum Hochstift Naumburg gehörige Amt Naumburg und mit diesem im Jahr 1564 an das Kurfürstentum Sachsen.
Rödigen gehörte als Teil des Amts Naumburg zwischen 1656/57 und 1718 zum kursächsischen Sekundogenitur-Fürstentum Sachsen-Zeitz, danach zum Kurfürstentum Sachsen und ab 1806 zum Königreich Sachsen. Nach dem Beschluss des Wiener Kongresses im Jahr 1815 wurde der Ort an das Königreich Preußen abgetreten und dem 1818 neu gebildeten Kreis Naumburg im Regierungsbezirk Merseburg der Provinz Sachsen zugeteilt.
Westlich des Ortes führte über viele Jahrhunderte eine bedeutende Fernhandelsstraße entlang, die sogenannte „Salzstraße“, an der erst kürzlich sowohl ein steinzeitlicher Siedlungs- und Kultort, wie auch die mittelalterliche Wüstung Neschwitz, die als Vorgängersiedlung von Rödigen gelten kann, entdeckt wurden.
Im Jahr 1948 wurde der Ort an die Gemeinde Kleinheringen angegliedert. Am 1. Januar 1991 wurde der Weiler nach Bad Kösen eingemeindet und am 1. Januar 2010 nach Naumburg (Saale) umgegliedert.
Im Jahr 1815 gab es 9 bewohnte Häuser im Ort mit 46 Einwohnern. 2016 wohnten 18 Personen im Weiler.